# Kloster Altenhohenau

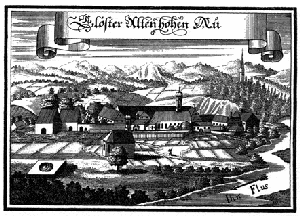
Kupferstich von Michael Wening in Topographia Bavariae um 1700

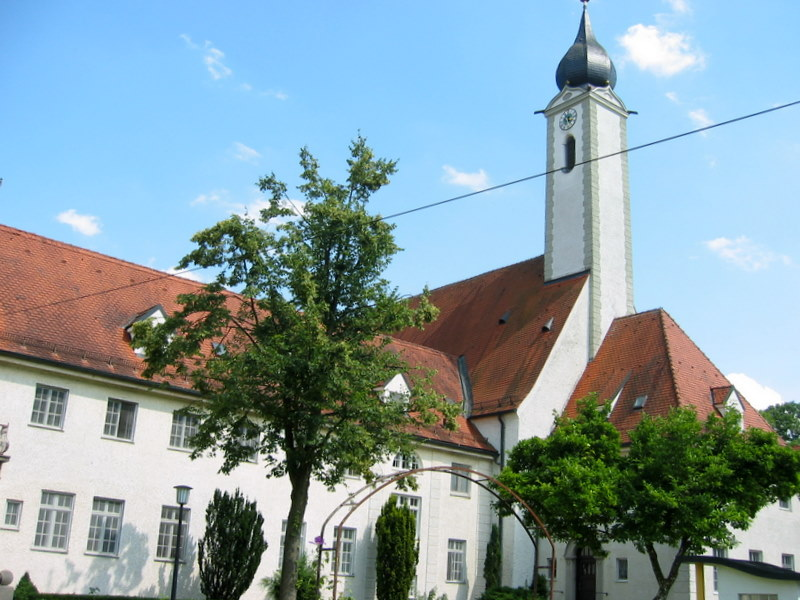
Kloster und Klosterkirche heute

Das Kloster Altenhohenau ist ein ehemaliges Kloster der Dominikanerinnen in der Gemeinde Griesstätt in Bayern in der Erzdiözese München und Freising und dient inzwischen als „Father’s House for all Nations“ als internationale Tagungsstätte für die Einheit der Christen.
Es liegt am Fluss Inn etwa 7 km flussaufwärts von Wasserburg am Inn. Die von Ignaz Günther gestaltete Kirche St. Peter und Paul gilt als eine der schönsten Rokoko-Kirchen Deutschlands.
In Altenhohenau betrieben die Dominikanerinnen Landwirtschaft und bis in die 1990er-Jahre eine Internatsschule (Grund- und Hauptschule). Mitte 2013 übersiedelten die wenigen noch verbliebenen Dominikanerinnen ins Mutterhaus ihrer Kongregation nach Kalifornien. Das Kloster wurde im Jahr 2014 an zwei Privatpersonen verkauft. Die Kirche wurde trotz anfänglichen Zögerns vom Erzbischöflichen Ordinariat in München übernommen und als Filialkirche der Pfarrgemeinde Griesstätt geführt. Ein privater Verein soll sich um die Belebung und Nutzung der traditionsreichen Wallfahrtskirche kümmern. Der Diözesan-Caritasverband der Erzdiözese München und Freising e. V. konnte sich mit den neuen Eigentümern auf einen bis 2024 laufenden neuen Mietvertrag einigen. Die Berufsfachschule für Altenpflege Teresa von Avila und die Fachschulen für Heilerziehungspflege und Heilerziehungspflegehilfe können den Betrieb gesichert fortsetzen und weiter angehende Fachkräfte für die Altenhilfe, die Behinderten- und Jugendhilfe, integrative Kindertagesstätten und Einrichtungen der Rehabilitation ausbilden.

## Geschichte
Das den Heiligen Petrus und Paulus geweihte Kloster wurde 1235 von Graf Konrad von Wasserburg und seiner Gemahlin Kunigunde als Dominikanerinnenkloster gegründet. Bis 1270 sind auch Dominikaner nachweisbar. Allerdings kann als historisch gesichert gelten, dass in „veteri Hohenawe“ (dem „alten Hohenau“) schon vor der Stiftung des Klosters eine Petruskirche gestanden hat – die Stadtgründungsurkunde von Wasserburg a. I., die auf das Jahr 1137 datiert wird, weist auf eine Kirche in „Hohenoue“ hin. Dies ist auch plausibel aufgrund der Tatsache, dass die Salzstraße von Salzburg und Reichenhall nach München bzw. Regensburg hier über eine Furt im Inn führte. Die Aufhebung des Klosters im Zuge der Säkularisation erfolgte 1803, es diente allerdings als ein Auffangkloster für die Dominikanerinnen aus den umliegenden Klöstern. Bis 1822 blieben die Nonnen im Kloster. Später erwarben Privatleute die Klostergebäude und die Kirche, viele Klostergebäude wurden abgebrochen. 1881 kauften die Brüder Josef und Hubert Soyer aus Griesstätt das Kloster. Sie erkannten den historischen Wert des Orts. 1922 verkaufte Katharina Soyer, die Witwe von Josef Soyer, die Kirche zurück an die Dominikanerinnen. Diese errichteten dort 1926 das traditionsreiche Kloster neu. Nach dem Zweiten Weltkrieg nahm das Kloster im Zuge der Kinderlandverschickung (KLV) zeitweise Kinder aus Gegenden auf, in denen man die Kinder nicht vernünftig ernähren konnte. Heute sind neben der Kirche noch die beiden Getreidekästen, das Haus des Klosterrichters sowie das Wohngebäude und Refektorium des Klosters erhalten. Wohngebäude und Refektorium des Klosters stehen heute noch im Eigentum der Familie Soyer. 2014 gab der Orden das Kloster auf und verkaufte die bei der Wiederbesiedlung des Klosters im Jahre 1923 neu errichteten Konvents-, Schul- und Landwirtschaftsgebäude an zwei Privatpersonen.